# Коли птахи на південь відлітають
«Коли птахи на південь відлітають» (англ. When the Birds Fly South) — науково-фентезійний роман про загублену расу американського письменника Стентона А. Кобленца, охарактеризований як «фундаментальна казка ... про теріоморфію птахів». Вперше виданий у твердій обкладинці виданнями The Wings Press (Мілл Вейлі, Каліфорнія) у 1945 році та передрукований у 1951 році. Значимість цієї книги для історії фантастики було підкреслене у квітні 1980 року в перевиданні від «Newcastle Publishing Company» у 23-у томі Забутої фантастики бібліотеки Ньюкасла. Видання Newcastle було першим друком у м'якій обкладинці та містило в собі нове вступне слово від автора. Серед пізніших видань варто відзначити тиражі від Arno Press (1978) та Borgo Press (1980).

## Сюжет
Американський шукач пригод Ден Прескотт, рятуючись від бурі, випадково відкриває приховану долину Собула в гірському регіоні Афганістану. Його супутники, після безуспішних пошуків Дена, вважають того мертвим й прпиняють пошуки. Там він відкриває дивну расу крилатих людей, відому як «Ібандру», які рятують Прескотта та відводять до входу в скелю, який нагадує жіноче обличчя. Він закохується в одну представниць тубільців, Ясму, й під час загального святкування пара одружується. Однак, коли настає осінь, Ібандру покидають свою долину, щоб перелетіти на південь з птахами на зиму. Зрештою, американець постає перер найскладнішим вибором у своєму житті: повернутися в рідне місто чи залишитися з тубільцями й назавжди жити в лісі. Не взмозі витримати втрату Ясма, Прескотт благає її залишатися з ним, а не брати участь у традиційній міграції, що має трагічні наслідки для його шлюбу.

## Відгуки
За словами Гертруди Етертон, «Не тільки ця чудова книга має високу оригінальну цінність, як її стиль, багатий і хроматичний, — це проза поета (а не «поетична проза»), й описи, дикі, різноманітні та чудові, є неперевершеними серед того, що я коли-небудь читала, рятуючись».